# Liste des albums musicaux numéro un au Billboard 200 en 1993
Cette page liste les albums musicaux ayant eu le plus de succès au cours de l'année 1993 aux États-Unis d'après le magazine Billboard.

## Historique
| Date         | Artiste(s)                      | Titre                              | Référence |
| ------------ | ------------------------------- | ---------------------------------- | --------- |
| 2 janvier    | Whitney Houston/Artistes variés | The Bodyguard                      |           |
| 9 janvier    | Whitney Houston/Artistes variés | The Bodyguard                      |           |
| 16 janvier   | Whitney Houston/Artistes variés | The Bodyguard                      |           |
| 23 janvier   | Whitney Houston/Artistes variés | The Bodyguard                      |           |
| 30 janvier   | Whitney Houston/Artistes variés | The Bodyguard                      |           |
| 6 février    | Whitney Houston/Artistes variés | The Bodyguard                      |           |
| 13 février   | Whitney Houston/Artistes variés | The Bodyguard                      |           |
| 20 février   | Whitney Houston/Artistes variés | The Bodyguard                      |           |
| 27 février   | Whitney Houston/Artistes variés | The Bodyguard                      |           |
| 6 mars       | Whitney Houston/Artistes variés | The Bodyguard                      |           |
| 13 mars      | Eric Clapton                    | Unplugged                          |           |
| 20 mars      | Eric Clapton                    | Unplugged                          |           |
| 27 mars      | Eric Clapton                    | Unplugged                          |           |
| 3 avril      | Whitney Houston/Artistes variés | The Bodyguard                      |           |
| 10 avril     | Depeche Mode                    | Songs of Faith and Devotion        |           |
| 17 avril     | Whitney Houston/Artistes variés | The Bodyguard                      |           |
| 24 avril     | Whitney Houston/Artistes variés | The Bodyguard                      |           |
| 1er mai      | Whitney Houston/Artistes variés | The Bodyguard                      |           |
| 8 mai        | Aerosmith                       | Get a Grip                         |           |
| 15 mai       | Whitney Houston/Artistes variés | The Bodyguard                      |           |
| 22 mai       | Whitney Houston/Artistes variés | The Bodyguard                      |           |
| 29 mai       | Whitney Houston/Artistes variés | The Bodyguard                      |           |
| 5 juin       | Janet Jackson                   | janet.                             |           |
| 12 juin      | Janet Jackson                   | janet.                             |           |
| 19 juin      | Janet Jackson                   | janet.                             |           |
| 26 juin      | Janet Jackson                   | janet.                             |           |
| 3 juillet    | Janet Jackson                   | janet.                             |           |
| 10 juillet   | Janet Jackson                   | janet.                             |           |
| 17 juillet   | Barbra Streisand                | Back to Broadway                   |           |
| 24 juillet   | U2                              | Zooropa                            |           |
| 31 juillet   | U2                              | Zooropa                            |           |
| 7 août       | Cypress Hill                    | Black Sunday                       |           |
| 14 août      | Cypress Hill                    | Black Sunday                       |           |
| 21 août      | Bande originale                 | Sleepless in Seattle               |           |
| 28 août      | Billy Joel                      | River of Dreams                    |           |
| 4 septembre  | Billy Joel                      | River of Dreams                    |           |
| 11 septembre | Billy Joel                      | River of Dreams                    |           |
| 18 septembre | Garth Brooks                    | In Pieces                          |           |
| 25 septembre | Garth Brooks                    | In Pieces                          |           |
| 2 octobre    | Garth Brooks                    | In Pieces                          |           |
| 9 octobre    | Nirvana                         | In Utero                           |           |
| 16 octobre   | Garth Brooks                    | In Pieces                          |           |
| 23 octobre   | Garth Brooks                    | In Pieces                          |           |
| 30 octobre   | Meat Loaf                       | Bat Out of Hell II: Back Into Hell |           |
| 6 novembre   | Pearl Jam                       | Vs.                                |           |
| 13 novembre  | Pearl Jam                       | Vs.                                |           |
| 20 novembre  | Pearl Jam                       | Vs.                                |           |
| 27 novembre  | Pearl Jam                       | Vs.                                |           |
| 4 décembre   | Pearl Jam                       | Vs.                                |           |
| 11 décembre  | Snoop Doggy Dogg                | Doggystyle                         |           |
| 18 décembre  | Snoop Doggy Dogg                | Doggystyle                         |           |
| 25 décembre  | Mariah Carey                    | Music Box                          |           |